# (18905) Weigan
(18905) Weigan (2000 OF10) – planetoida z grupy pasa głównego asteroid okrążająca Słońce w ciągu 3,45 lat w średniej odległości 2,28 j.a. Odkryta 23 lipca 2000 roku.